# Islas Ultramarinas Menores de los Estados Unidos

La bandera de los Estados Unidos se utiliza en todas las islas Ultramarinas Menores de los Estados Unidos.

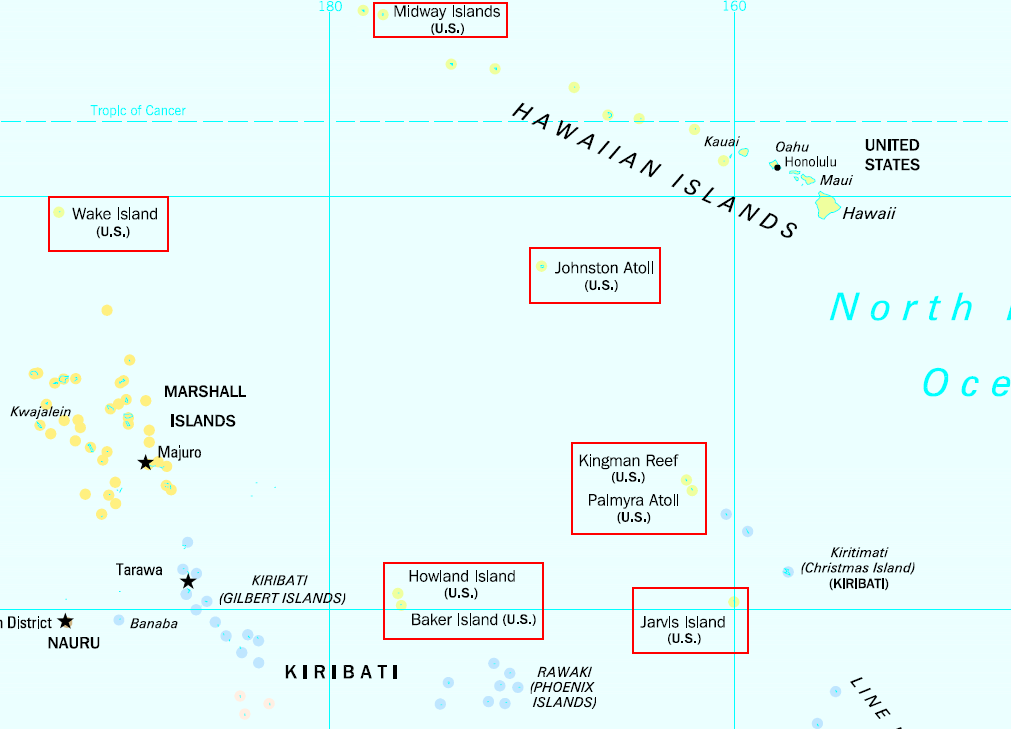
Mapa con la localización de las islas en el océano Pacífico.

Las islas Ultramarinas Menores de los Estados Unidos (en inglés: United States Minor Outlying Islands) son una designación estadística definida por la ISO 3166-1, que consiste en nueve territorios insulares de los Estados Unidos. Poseen una superficie terrestre de 34,2 km² (251 km² si se incluyen las lagunas) y una población de unos 300 habitantes en el año 2009. Ninguna de las islas tiene población nativa, estando habitadas por personal científico o militar no permanente. La mayoría de estos territorios se encuentran dispersos por el océano Pacífico (Oceanía) con excepción de la Isla de Navaza, que está en el mar Caribe (Antillas).

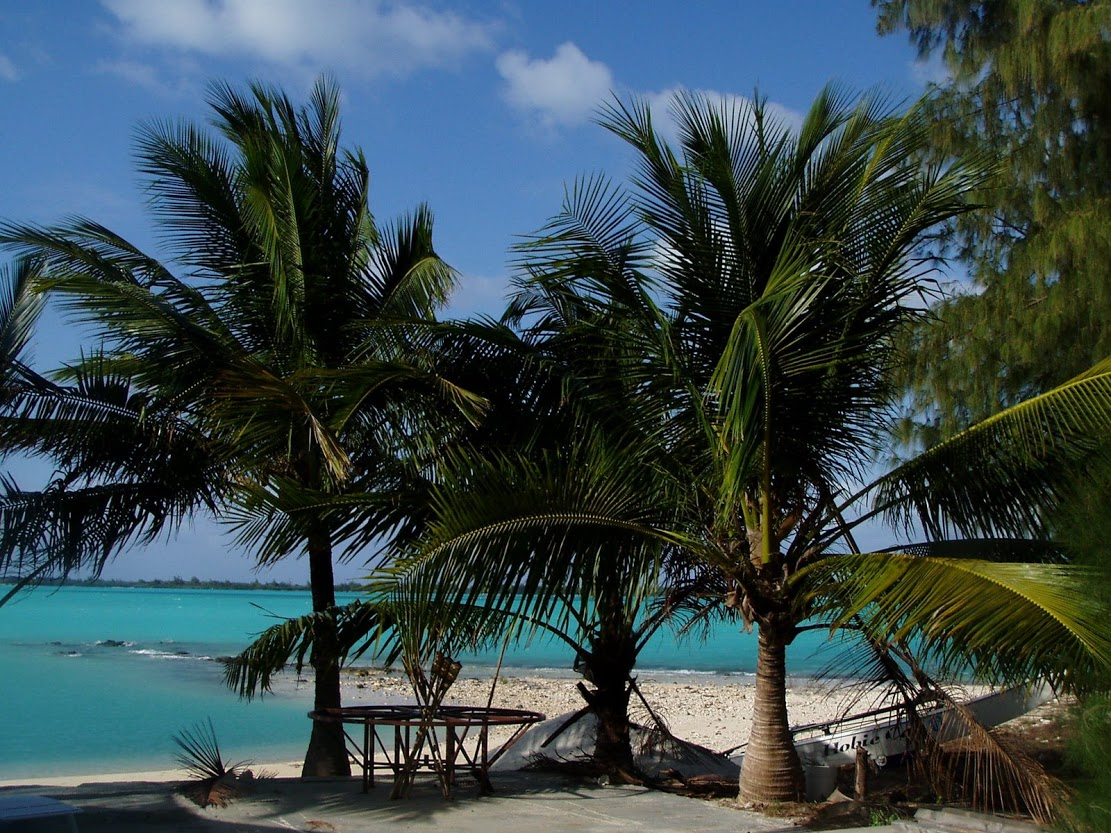
Laguna de la Isla Wake

## Historia
La ISO introdujo el término "Islas menores alejadas de los Estados Unidos" en 1986. De 1974 a 1986, cinco de las islas (la isla Baker, la isla Howland, la isla Jarvis, el atolón Palmyra y el arrecife Kingman) se agruparon bajo el término Islas del Pacífico diversas de los Estados Unidos, con el código ISO 3166 PU. El código del atolón de Midway era MI, el código del atolón de Johnston era JT, y el código de la isla Wake era WK. Antes de 1986, la isla de Navaza, junto con varias islas pequeñas del mar Caribe —que ya no están bajo la soberanía de los Estados Unidos— se agrupaban bajo el término Islas Varias del Caribe de los Estados Unidos, con el código de país FIPS BQ.
Las pobladas Islas Stewart, llamadas Sikaiana y ahora controladas efectivamente por las Islas Salomón, no están incluidas en las listas oficiales de las islas periféricas menores de los Estados Unidos. En 1856, el Consejo Privado del Reino de Hawái y el rey Kamehameha IV votaron para aceptar su cesión voluntaria. El Reino se convirtió más tarde en la República de Hawái, que fue anexionada por los Estados Unidos en 1898. 
En 1959, el resultante Territorio Federal de Hawái, excluyendo sólo la isla de Palmyra y la isla de Midway, se convirtió en un estado de los Estados Unidos. Los residentes de los Stewarts, que son polinesios como los hawaianos nativos en lugar de melanesios, afirmaron ser ciudadanos de los Estados Unidos desde que los Stewarts fueron entregados al rey Kamehameha IV en 1856 y formaban parte de Hawái en el momento de la anexión de los Estados Unidos en 1898.
El gobierno federal de los Estados Unidos y el de los estados de Hawái aceptan informalmente la reciente reivindicación de las Islas Salomón sobre los Stewarts, y los Estados Unidos no hacen ninguna reivindicación oficial de soberanía.

## Geografía
El atolón Palmyra es el único territorio incorporado entre ellos. Ninguno de ellos tiene habitantes permanentes. El último censo demográfico de 1980 arrojó los siguientes datos: Atolón Johnston, 327 habitantes; Atolón Midway, 453 habitantes; e Isla Wake, 302 habitantes. 
Los censos siguientes de 1990 y 2000 solo notan que no había ninguna población indígena, algo que también era verdad para todos los censos anteriores.
Estas islas son agrupadas juntas como una conveniencia estadística. No son administradas en conjunto, tampoco comparten una única historia cultural o política más allá de ser islas deshabitadas bajo la soberanía de los Estados Unidos.
En conjunto, ellas son representadas por la ISO 3166-1 alpha-2 código UM. Internet cifra el dominio de alto nivel (ccTLD) ".um" históricamente asignado a las islas; sin embargo, el .um ccTLD fue retirado en enero de 2007.
| Atolón/Isla                                              | Área de la Isla en km² | Laguna en km² | Coordenadas                         | NWR establecido en |
| -------------------------------------------------------- | ---------------------- | ------------- | ----------------------------------- | ------------------ |
| Océano Pacífico norte, islas aisladas                    |                        |               |                                     |                    |
| Isla Wake                                                | 7,4                    | 6             | 19°18′N 166°38′O / 19.300, -166.633 | 2006?              |
| Atolón Johnston                                          | 2,52                   | 130           | 16°45′N 169°31′O / 16.750, -169.517 | 2005?              |
| Océano Pacífico norte, noroeste de Hawái                 |                        |               |                                     |                    |
| Atolón Midway                                            | 5,18                   | 40            | 28°13′N 177°22′O / 28.217, -177.367 | 1998               |
| Océano Pacífico central, norte de las islas de la Línea  |                        |               |                                     |                    |
| Arrecife Kingman                                         | 0,03                   | 60            | 6°24′N 162°24′O / 6.400, -162.400   | 2001-01-18         |
| Atolón Palmyra                                           | 6,56                   | 15            | 5°53′N 162°05′O / 5.883, -162.083   | 2001-01-18         |
| Océano Pacífico central, centro de las islas de la línea |                        |               |                                     |                    |
| Isla Jarvis                                              | 4,45                   | -             | 0°23′S 160°01′O / -0.383, -160.017  | 1974               |
| Océano Pacífico central, norte de islas Phoenix          |                        |               |                                     |                    |
| Isla Baker                                               | 1,24                   | -             | 0°12′N 176°29′O / 0.200, -176.483   | 1974               |
| Isla Howland                                             | 1.62                   | -             | 0°48′N 176°37′O / 0.800, -176.617   | 1974               |
| Mar Caribe                                               |                        |               |                                     |                    |
| Isla Navaza1                                             | 5,2                    | -             | 18°24′N 75°01′O / 18.400, -75.017   | 1999-09-30         |
| Islas Ultramarinas de los Estados Unidos                 | 34,2                   | 251           |                                     |                    |
| 1 reclamada por Haití                                    |                        |               |                                     |                    |

## Transporte
La mayoría de las islas de las islas menores de Estados Unidos están cerradas al público. Los visitantes de islas como la de Jarvis necesitan un permiso. El atolón de Palmyra está abierto al público, pero no hay una forma fácil de llegar a él. Existen algunos aeródromos y puertos marítimos en las diversas islas.

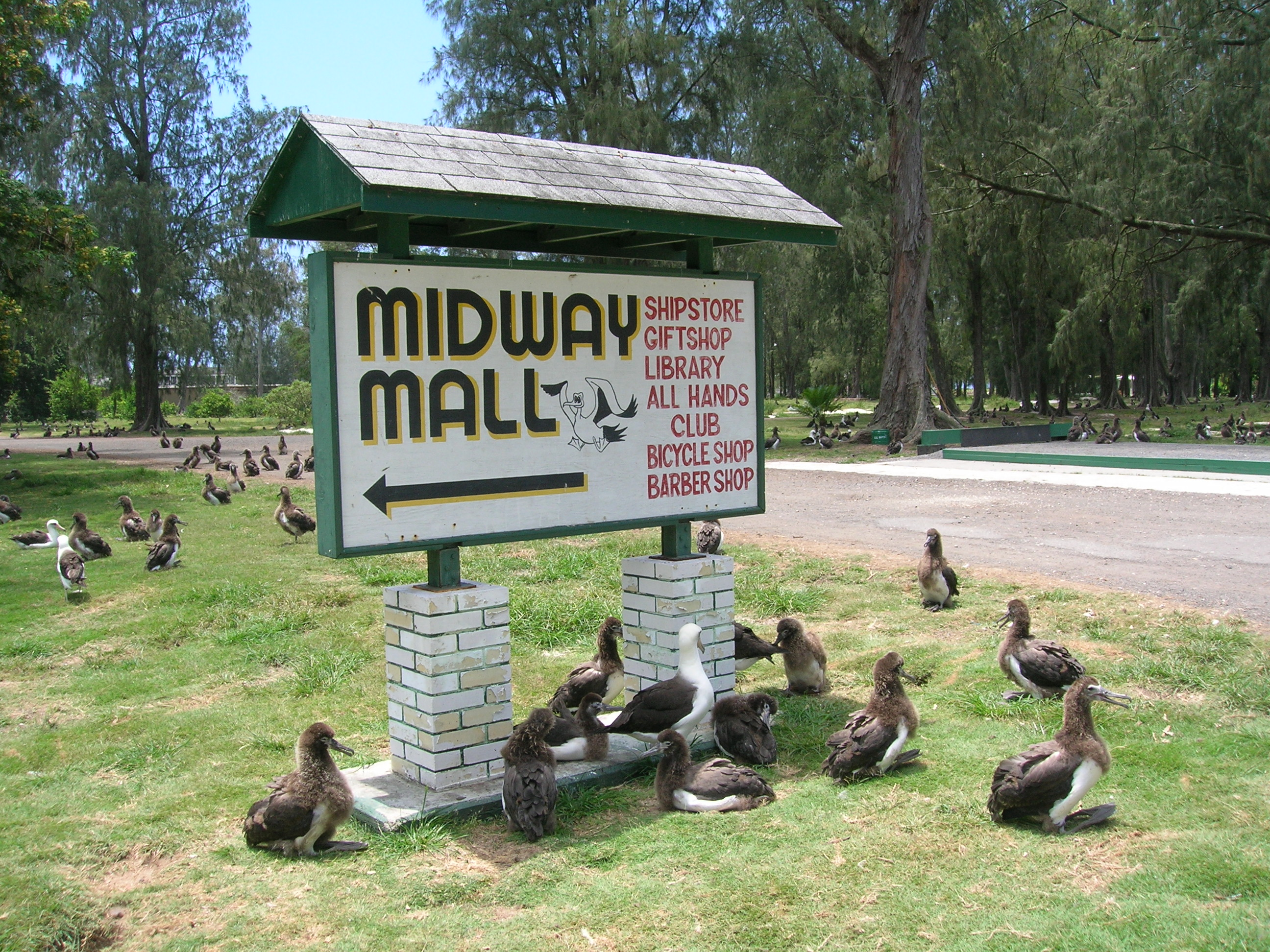
Aves en la Isla Sand, en las Islas Midway

### Aeropuertos
Los aeropuertos de las islas menores de Estados Unidos proporcionan puntos de aterrizaje de emergencia críticos en el vasto Océano Pacífico para todo tipo de aeronaves, permiten una importante presencia militar en zonas estratégicas clave y tienen servicios comerciales programados limitados. A continuación se presenta una lista de aeropuertos insulares con códigos OACI (IATA):
- PMDY (MDY): Campo Henderson (Henderson Field), Isla de la Arena, Atolón de Midway
- PWAK (AWK): Aeródromo de la Isla Wake, Atolón Wake
- PLPA: Aeropuerto de Palmyra (Cooper), Isla Cooper, Atolón de Palmyra

Otros aeropuertos incluyen:
- Campo Kamakaiwi (Kamakaiwi Field): Isla Howland (desde 1937 hasta aproximadamente 1945)[8]
- Arrecife Kingman: La laguna fue utilizada como estación intermedia entre Hawái y Samoa Americana por Pan American Airways para los barcos voladores en 1937 y 1938.[9]

- Aeropuerto del atolón Johnston, atolón Johnston (antes PJON/JON): El aeropuerto se construyó durante la Segunda Guerra Mundial y tuvo un importante tráfico comercial durante la segunda mitad del siglo XX. Sin embargo, fue abandonado en 2003.[10]

### Puertos marítimos
Tres de las islas figuran con puertos en el Índice Mundial de Puertos, con número de puerto mundial:
- 56325 JOHNSTON ATOLL: Atolón Johnston
- 56328 MIDWAY ISLAND: Atolón Midway
- 56330 WAKE ISLAND: Atolón Wake

- no aparece en la lista WEST LAGOON: Atolón Palmyra[11]

La isla Baker, la isla Howland y la isla Jarvis cuentan con un pequeño embarcadero cada una. El Arrecife Kingman y la Isla Navaza sólo tienen anclaje en alta mar.

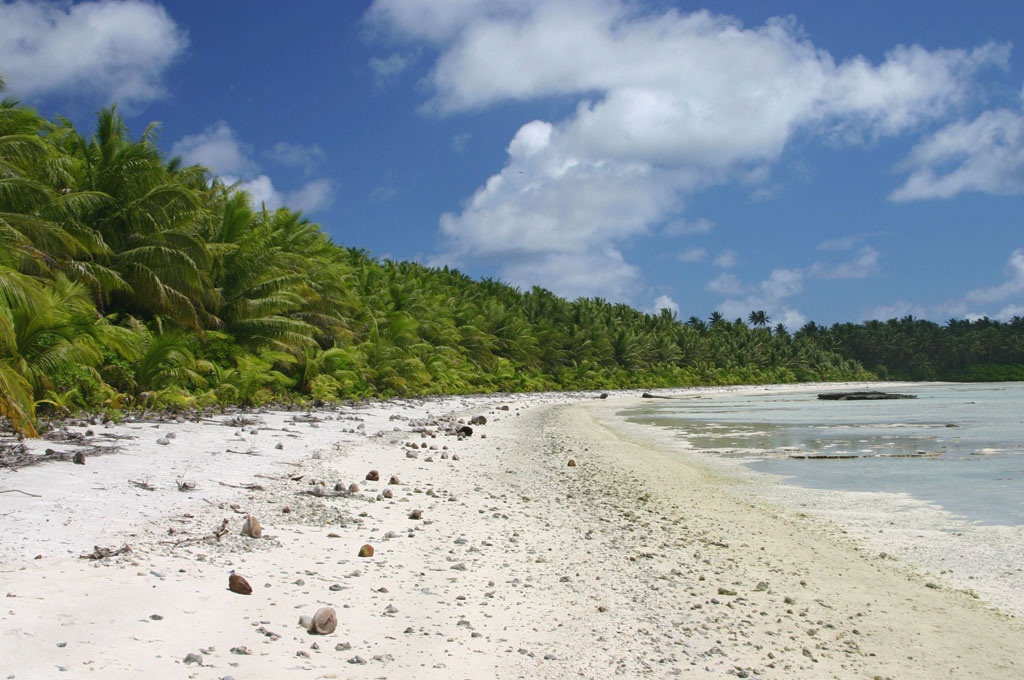
El Atolón Palmyra

## Disputas
El bajo Nuevo (0,02 km² y 155 habitantes) (15°53′N 78°38′O / 15.883, -78.633) y la isla Serranilla (0,02 km² y 1200 habitantes)(15°50′N 79°50′O / 15.833, -79.833) en el mar Caribe estaban incluidas en la Ley de Islas Guaneras en el siglo XIX, pero actualmente ningún listado oficial de los Estados Unidos las menciona ni este país cuestiona la soberanía que Colombia ejerce sobre ellas. La Corte Internacional de Justicia ratificó en 2012 la Soberanía de Colombia sobre ambas islas, pero se cree que Estados Unidos podría reclamar ambos territorios bajo la referida ley.